# Esomeprazol
El esomeprazol es un inhibidor de la bomba de protones (IBP), que actúa sobre las células de la mucosa gástrica, inhibiendo hasta un 80% la secreción de ácido clorhídrico (HCl) mediante la inhibición de la salida de protones en la bomba H+/K+- ATPasa.
Es prescrito en el tratamiento de reflujo gastroesofágico, úlcera péptica y duodenal, Síndrome de Zollinger-Ellison y es utilizado con otros medicamentos para la erradicación de helicobacter pylori.

## Historia
En 1973, Gansejl y Forte describieron la bomba de protones o H+K+trifosfatasa de adenosina (ATP asa), en la rana mugidora (Lithobates catesbeianus). Se demostró que esta bomba regula la secreción de ácido clorhídrico de la célula parietal y se buscó la síntesis que inhibieran esta bomba para disminuir la secreción de ácido.
En 1975 se inicia experimentalmente el desarrollo de los (IBP), los primeros modelos derivados del benzimidazol, cada uno de ellos con variantes en sus anillos, que los vuelven moléculas de diferentes características, aunque esencialmente, con el mismo mecanismo de acción.  De forma independiente, la compañía farmacéutica japonesa Takeda®, diseñó la 2-piridiltioacetamida (AG-35) y Servier® en Francia, encontró una actividad antisecretora en derivados de tioamida (incluyendo AG-35) que codificó como CMN-131. Los investigadores eran independientes y, aparentemente, desconocidas entre ellos, concluyendo ambos que dichos compuestos tenían una alta toxicidad en animales.
En 1979 la compañía sueca Aktiebolaget Hassle®, con base de CMN-131, se dedicó a la búsqueda de compuestos con menor toxicidad, eliminando el grupo tioamida  (compuesto que se estaba estudiando por el posible efecto antiviral)  e incorporando un anillo benzimidazol, logrando así la síntesis de timoprazol (H 194/26), que tenía el mismo perfil antisecretor sin la toxicidad de sus predecesores; sin embargo, se le atribuyeron efectos adversos como el aumento de volumen tiroideo, por lo que no alcanzó la comercialización.
Posteriormente, evolucionó a picoprazol y finalmente, a partir de él, surgió el omeprazol, con mayor afinidad sobre la bomba de protones de la célula parietal y con menos efectos adversos. Los primeros reportes de eficacia del omeprazol fueron publicados en 1983, después de 2 años de pruebas en humanos. Sin embargo, debido a la asociación durante ese tiempo con carcinogénesis en ratas, se detuvieron las investigaciones, logrando demostrar la no causalidad neoplásica. En 1987 la compañía de AstraZeneca® desarrolla y patenta una formulación estable del omeprazol.
Durante un periodo, se detectó cierta variabilidad en la efectividad de los inhibidores de la bomba de protones (IBPs), se postuló que esto se debía a la presencia de diferentes perfiles metabólicos entre los individuos, clasificados como metabolizadores lentos o rápidos. En el año 2000, la compañía AstraZeneca® separó los isomeros ópticos del omeprazol y patentó el enantiómero (s), esomeprazol que era el más activo. El esomeprazol se comercializó inicialmente con el nombre de Nexium®.

## Descripción

Figura 1. Estructura bioquímica del medicamento

El esomeprazol es el enantiómero más activo del omeprazol, la síntesis inicia con la reacción de 5-metiltiobenzimidazol y una molécula de sulfóxido, formando el intermediario (S)-omeprazol, este se somete a una etapa de resolución enantiómero, la cual separa el (S)-enantiómero del (R)-omeprazol (ver figura 1).  No hay una ventaja terapéutica entre el uso de esomeprazol y omeprazol porque la potencia del esomeprazol se puede corregir aumentando la dosis de omeprazol.
Debido a que es un enantiómero del omeprazol, las propiedades farmacocinéticas y farmacodinámicas son muy similares y no hay diferencias terapéuticas importantes. 

## Farmacocinética

### Vías de administración
La administración del esomeprazol se realiza por medio de la vía oral y la vía intravenosa.

### Absorción
La absorción de esomeprazol es rápida, con una concentración plasmática máxima de 1 a 2 horas después del consumo del medicamento. La biodisponibilidad absoluta es de 64% después de una sola dosis de 40 mg y al duplicar la dosis la biodisponibilidad se incrementa a 89%. Para 20 mg los valores correspondientes son 50 y 68%, respectivamente.

### Distribución
El esomeprazol se une en un 97% a las proteínas plasmáticas. Esta unión a proteínas es constante en un rango de concentración de 2 a 20 µmol/l. El esomeprazol tiene un pKa= 4.7, es un ácido débil.

### Metabolismo y metabolitos

Figura 2. Activación e Inactivación del esomeprazol

El esomeprazol se metaboliza por completo a través del sistema citocromo P450. La mayor parte depende de la isoforma CYP2C19, responsable de la formación de los metabolitos hidroxi y desmetil del esomeprazol. La parte restante depende de otra isoforma específica, CYP3A4, responsable de la formación de esomeprazol sulfona, el metabolito principal en plasma (ver figura 2).

### Excreción
Menos del 1% del fármaco original se excreta en la orina. Cerca del 80% de una dosis oral de esomeprazol se excreta como metabolitos inactivos en la orina y el resto como metabolitos inactivos en las heces. El esomeprazol presenta una vida media de eliminación 1 a 1.5 h tras la administración de dosis diarias.

## Farmacodinámica

### Mecanismo de acción

Figura 3. Mecanismo de acción del esomeprazol en la célula parietal gástrica con sus receptores y ligandos

#### Mecanismo de funcionamiento de la bomba
En las células parietales, las vías dependientes del cAMP y el Ca2+ activan la H+, K+ -ATP-asa (la bomba de protones), que intercambia H+ y K+ a través de la membrana de la célula parietal. El intercambio inicia con el ion cloruro que es activamente transportado del citosol hacia el lumen del canalículo y los iones de sodio son transportados fuera de los canalículos hacia el citoplasma, creando un potencial negativo que conduce a la difusión de los iones potasio positivamente cargados y un número menor de iones sodio del citoplasma al canalículo. De esta forma el KCl y NaCl entran al canalículo. 
El agua se disocia en iones de hidrógeno e hidroxil en el citoplasma parietal, los iones hidrógeno son secretados hacia el canalículo en intercambio por iones potasio mediante la H-K-ATPasa. Los iones de sodio son reabsorbidos por otra bomba, de manera que la mayoría del sodio y potasio difundidos hacia el canalículo son reabsorbidos dentro del citoplasma. El HCl es entonces secretado por el extremo abierto del canalículo hacia el lumen glandular. El agua pasa hacia el canalículo mediante ósmosis debido a los iones ya excretados hacia el canalículo. Así, la secreción final contiene agua, HCl (150-160mEq/L), KCl (15mEq/L) y una pequeña concentración de NaCl. Por último, el dióxido de carbono, formado durante el metabolismo celular o proveniente de la sangre, se combina bajo la influencia de la anhidrasa carbónica con los iones hidroxil para formar iones bicarbonato, los cuales se difundirán hacia el líquido extracelular en intercambio por iones cloruro. Esta bomba genera un pH intracelular ~ 7.3 y un pH intracanalicular ~ 0.8.
Ingreso del esomeprazol a la célula
El esomeprazol es un ácido débil, muy liposoluble, que tras absorberse en el intestino delgado, atraviesa con facilidad las membranas celulares y alcanza la célula parietal gástrica (pH = 7,4), desde aquí, difunde a los espacios canaliculares, donde el pH ácido (2,0-3,0) favorece la protonación del esomeprazol y lo convierte en un derivado sulfonamido muy hidrofílico, que ya no es capaz de atravesar la membrana de la célula parietal y que, por tanto, se acumula en la luz del canalículo parietal.
Inhibición de la bomba
La forma activa se une de manera covalente a los grupos sulfhidrilo de las cisteínas en la H+/K+ATPasa, causando la inhibición irreversible de la bomba. De esta manera se restringe el ingreso de K+ desde el espacio extracelular hasta la luz canalículo en intercambio con el H+  que pasa desde el citoplasma parietal (ver figura 3). El cloro, que inicialmente fue transportado desde el citosol hacia el lumen del canalículo, no se une al H + para formar el HCL, y no habrá secreción por el extremo abierto del canalículo hacia la luz glandular.
Al actuar específicamente en la bomba de protones, el esomeprazol bloquea el paso final en la producción de ácido, reduciendo así la acidez gástrica. Este efecto está relacionado con la dosis hasta una dosis diaria de 20 a 40 mg y conduce a la inhibición de la secreción de ácido gástrico.
Respuesta fisiológica
Una vez inhibida la ATPasa-H+/Na+ de la célula parietal, la recuperación de la actividad enzimática implica la síntesis de nuevas moléculas de la enzima por la célula parietal. Este proceso requiere más de 18 horas, lo que explicaría por qué esomeprazol, mantiene el pH gástrico por encima de 4 más tiempo a lo largo del día que otros fármacos utilizados en el control de la secreción gástrica ácida (p. ej. antihistamínicos H2, anticolinérgicos). De hecho, los efectos del esomeprazol pueden llegar a durar hasta 4 días tras la administración de una dosis única.
El control del ácido alcanzado con esomeprazol es mayor,  rápido y más mantenido en comparación con el conseguido con omeprazol. Pero, con el omeprazol se puede alcanzar la misma efectividad si se administra a dosis dobles, es decir en relación 1 a 2 respectivamente.
El empleo del esomeprazol incrementa el pH gástrico y la secreción de gastrina proporcional a la reducción de la acidez.  Además, también retarda el vaciamiento gástrico, incrementa la translocación bacteriana, disminuye la viscosidad del moco gástrico, lo que lleva a un aumento de la carga bacteriana, así como cambio en la flora bacteriana, gastrointestinal y respiratoria, y el riesgo de infecciones respiratorias e intestinales y de colitis por Clostridium.

### Efectos Farmacológicos
Los IBPs son ácidos débiles y son permeables a la membrana plasmática en su forma no ionizada (no protonada) e impermeable en la forma ionizada (protonada). Tienden a acumularse en medios ácidos con un pH<4. En la sangre (pH:7.4), el esomeprazol estará en su forma no ionizada, esto facilita su distribución en el organismo. Por el contrario, cuando ingresa al canalículo secretora de la célula parietal, la cual tiene un pH <1, el 99.9% se ioniza, en este estado se tornan impermeables a la membrana celular, por lo tanto, no pueden salir y quedan atrapados en dicho lugar.

### Interacciones
Las interacciones del esomeprazol tienen alta similitud con las del omeprazol.
| Fármaco                                       | Resultados de la interacción |
| --------------------------------------------- | --- |
| Clopidogrel                                   | Farmacocinética: el esomeprazol disminuye el efecto de este fármaco al bloquear su interacción con la enzima CYP2C19, importante para activarse y tener su efecto terapéutico. |
| Ketoconazol, Ampicilina Alendronato, Digoxina | Farmacocinética: causa una disminución de la absorción de estos fármacos con pH sensible al aumentar el pH intragástrico.                                                      |
| Metotrexato, CitalopramFenitoína, Warfarina   | Farmacocinética: incrementa las concentraciones en sangre de estos fármacos, causando un aumento del riesgo de tener mayores efectos adversos y toxicidad.                     |

### Interacción entre Esomeprazol y Clopidogrel
El clopidogrel es una tienopiridina, es usado como antiagregante plaquetario en la prevención de eventos coronarios agudos. Se reportó una interacción farmacológica importante entre los IBPs y clopidogrel, cuyo resultado sería la disminución del efecto protector contra los eventos coronarios.
En un metaanálisis publicado en 2010, se examinaron 25 estudios, los cuales revelaron que el uso de inhibidores de la bomba de protones (IBPs), incluyendo el esomeprazol, en combinación con clopidogrel, resultó en un aumento del 29% y 31% en el riesgo de eventos cardiovasculares e infarto de miocardio, respectivamente.

## Uso Clínico

### Úlcera péptica
Las úlceras pépticas se caracterizan por un dolor abdominal crónico en la parte superior del abdomen, relacionado con la ingesta de alimentos (dispepsia). Las causas más comunes de las úlceras pépticas son el uso de antiinflamatorios no esteroideos (AINE) y la infección por Helicobacter pylori.
Los IBP previenen las úlceras pépticas y las complicaciones en personas que requieren terapia con AINE. El uso simultáneo de un inhibidor de la bomba de protones (IBP) puede reducir el riesgo de complicaciones gastrointestinales en personas que reciben terapia con aspirina a largo plazo.
Para los pacientes que toman medicamentos antiinflamatorios no esteroideos (AINE) con una úlcera péptica diagnosticada, se debe suspender el AINE cuando sea posible. Se debe administrar IBP de dosis completa durante 4 a 8 semanas a pacientes que sean H pylori negativos.
Posología:
- Esomeprazol u omeprazol 
  - 20 mg (omeprazol) o 40 mg (esomeprazol) por vía oral una vez al día.[18]

### Enfermedad por reflujo gastroesofágico
La enfermedad por reflujo gastroesofágico es la afección en la que el reflujo del contenido gástrico se devuelve hacia el esófago, esto produce síntomas como acidez estomacal y regurgitación.
En el 80% de los pacientes, el esomeprazol proporciona un rápido alivio de los síntomas. El curso inicial del tratamiento, es de 8 semanas, se recomienda comenzar con la dosis efectiva más baja. Una vez se logra un control adecuado de los síntomas, el IBP debe reducirse gradualmente a la dosis efectiva más baja.
Posología:
- Esomeprazol u omeprazol 
  - 20 mg o 40 mg por vía oral una vez al día.[21]

### Síndrome de Zollinger-ellison
El síndrome de Zollinger-Ellison es causado por un tumor neuroendocrino que produce gastrina y provoca una alta producción de ácido gástrico, lo que lleva a una constante formación de úlceras pépticas. Este síndrome puede ser de tipo esporádico o estar asociado con el síndrome de neoplasia endocrina múltiple tipo 1. Los síntomas más comunes incluyen úlceras resistentes a tratamiento, dolor abdominal, diarrea y problemas gastroesofágicos, además se tiene que el gastrinoma metastásico es la principal causa de morbilidad y mortalidad de este síndrome.
Los inhibidores de la bomba de protones (IBP) han demostrado ser muy efectivos en la supresión rápida y prolongada de la acidez gástrica, siendo estos medicamentos altamente eficaces para controlar la producción excesiva de ácido y promover la cicatrización de las úlceras.
En pacientes que no pueden o rechazan someterse a cirugía, los IBP pueden ser utilizados para mantener el control de los síntomas, siempre y cuando sean capaces de brindar el alivio adecuado al paciente. Al suspender el uso de los IBP en pacientes con síndrome de Zollinger-Ellison es muy riesgoso, por lo que se deben seguir los protocolos adecuados antes de considerar la interrupción del medicamento.
Posología
- Esomeprazol u omeprazol
  - 20 mg o 40 mg por vía oral dos veces al día inicialmente, aumentar gradualmente según respuesta, máximo 240 mg/día administrados en 1-2 dosis divididas.[23]

### Helicobacter pylori
Es coadyuvante en el tratamiento de primera línea, se incluye en la terapia triple, la cual consiste en el uso de IBP combinándolos con dos antibióticos, también se encuentra la terapia cuádruple, que incluye un IBP, un bismuto y dos antibióticos. Se ha reportado una tasa de erradicación del 70% al 80% de los pacientes con estos regímenes.
Una revisión sistemática ha evaluado diferentes regímenes y sus respectivas duraciones, concluyendo que una duración más prolongada, de hasta 14 días en comparación con 7 días, se asocia con una mayor tasa de erradicación de la bacteria.
Para la confirmación de la presencia de la infección por H. pylori, sé utilizan métodos  diagnósticos como prueba de antígenos en materia fecal, hemograma completo y prueba del aliento con urea. Todos los regímenes de tratamiento contienen antibióticos, lo que puede causar diarrea, promover infecciones oportunistas e interferir con la absorción de otros medicamentos, incluidos los anticonceptivos orales.
La duración habitual del tratamiento es de 14 días cuando se utiliza la terapia triple con IBP, claritromicina y amoxicilina, o cuando se reemplaza la amoxicilina por metronidazol en caso de alergia a la penicilina. Se ha descrito un mayor riesgo de eventos neuropsiquiátricos con la terapia de erradicación que contiene claritromicina.
Después de terminar el esquema para H.pylori, se debe continuar el omeprazol en esquema de tratamiento antiulceroso si el paciente tiene diagnóstico de enfermedad ácido péptica.
Posología:
- Terapia Triple
- 1. Esomeprazol u omeprazol 
  - 20 mg o 40 mg por vía oral una vez al día durante 14 días

- 2. Claritromicina: 
  - 500 mg por vía oral dos veces al día

- 3. Amoxicilina: 
  - 1000 mg por vía oral dos veces al día

- Metronidazol (en caso de alergia a la penicilina): 
  - 500 mg por vía oral tres veces al día.[24]

Terapia Cuádruple
- 1. Esomeprazol u omeprazol 
  - 20 mg o 40 mg por vía oral dos veces al día

- 2. Subsalicilato de bismuto: 
  - 300 mg por vía oral cuatro veces al día

- 3. Metronidazol: 
  - 250 mg por vía oral cuatro veces al día o 500 mg por vía oral de tres a cuatro veces al día

- 4.Tetraciclina: 
  - 500 mg por vía oral cuatro veces al día.[24]

### Efectos Adversos
| Reacciones adversas a esomeprazol | Reacciones adversas a esomeprazol | Reacciones adversas a esomeprazol |
| --------------------------------- | --------------------------------- | --------------------------------- |
| Sistema implicado                 | Grupo CIOSM                       | Tipo de reacción                  |
| Sistema gastrointestinal          | Frecuentes                        | Náuseas                           |
| Sistema gastrointestinal          | Frecuentes                        | Estreñimiento                     |
| Sistema gastrointestinal          | Frecuentes                        | Flatulencias                      |
| Sistema gastrointestinal          | Frecuentes                        | Diarrea                           |
| Sistema Músculo-esquelético       | Raros                             | Artralgias                        |
| Sistema Músculo-esquelético       | Raros                             | Miopatía subaguda                 |
| Otros                             | Frecuente                         | Cefalea                           |
| Otros                             | Raros                             | Exantemas                         |
| Otros                             | Muy Raros                         | LECS                              |

#### Osteoporosis
En 2010, la Administración de Alimentos y Medicamentos de los Estados Unidos emitió un informe sobre la seguridad de los inhibidores de la bomba de protones (IBPs) de venta sin receta y su posible asociación con un mayor riesgo de fracturas en la cadera, muñeca y columna vertebral. Según siete estudios publicados hasta 2010, se observó un aumento del riesgo de fracturas en un período de exposición de 1 a 12 años, especialmente en personas mayores. El mecanismo fisiopatológico exacto de la relación entre los IBPs y el riesgo de osteoporosis y fracturas aún no se comprende completamente, aunque se ha propuesto la hipótesis de que la inhibición de la secreción de ácido clorhídrico inducida por estos medicamentos puede disminuir la absorción de calcio. Como resultado, se ha recomendado un uso racional de los IBPs en pacientes mayores de 64 años, así como la consideración de terapias alternativas, como los suplementos de calcio.

#### Riesgo de Infecciones
La acidez gástrica es una barrera para el ingreso de bacterias viables al tracto intestinal, la elevación del pH inducido por el esomeprazol puede alterar esta función y conducir a un aumento del riesgo de infecciones como Clostridium difficile y neumonía. Un estudio publicado en el año 2007, reveló un aumento del riesgo de infección por Clostridium difficile de 2 a 3 veces en paciente con terapia supresora de ácido, el riesgo fue mayor en los consumidores de esomeprazol comparado con fármacos anti receptores H2. Otro estudio publicado el 2010 ha encontrado que el consumo de esomeprazol aumenta el riesgo de recurrencia de infección por C. Difficile hasta en un 42%. Se ha recomendado el uso racional de este medicamento en pacientes con riesgos adicionales de infección intestinal (viajeros a lugares de alto riesgo, pacientes hospitalizados usando antibióticos y adultos mayores frágiles).
La relación entre esomeprazol y el riesgo de neumonía ha sido analizado en un metaanálisis    publicado en el año 2010, en los 6 estudios analizados se encontró un incremento en riesgo (1.36 veces) en el grupo con IBPs, un hallazgo interesante fue que los usuarios de estos fármacos, por un corto periodo de tiempo superaban en riesgo a los crónicos.

#### Hipomagnesemia
Se han registrado casos de hipomagnesemia grave que persiste durante al menos tres meses, e incluso hasta un año en la mayoría de los casos, como resultado del uso de IBPs. Los síntomas de hipomagnesemia grave, como fatiga, tetania y delirio, pueden aparecer gradualmente y no ser fácilmente reconocidos. En la mayoría de los pacientes afectados, la hipomagnesemia mejora después de recibir suplementos de magnesio y suspender el uso de los IBPs. Para aquellos pacientes que se espera que reciban un tratamiento prolongado con IBPs o que tomen estos medicamentos junto con digoxina u otros fármacos que pueden causar hipomagnesemia (como los diuréticos), se recomienda que los profesionales de la salud consideren la medición de los niveles de magnesio antes de iniciar el tratamiento con IBPs y durante su curso.

#### Demencia
Los folatos y la vitamina B12 son fundamentales en la función del sistema nervioso central (SNC), especialmente en la conversión de la homocisteína a metionina mediada por la metionina sintasa, que desempeña funciones en la prevención de trastornos del estado de ánimo y demencias, incluida la enfermedad de Alzheimer y la demencia vascular en personas de edad avanzada, por lo que su deficiencia secundaria al consumo de IBP puede tener repercusión. 
En 73,679 pacientes mayores de 75 años de edad sin demencia al inicio del estudio, ajustando factores de confusión (edad, sexo, comorbilidades y polifarmacia), los pacientes que recibieron IBP (n=2950) tuvieron un riesgo significativamente mayor de demencia en comparación con los pacientes que no lo recibieron (n=70 729). En otro estudio, los IBP no incrementaron el riesgo de EA entre 70,718 pacientes finlandeses.

### Sobredosis
Los síntomas descritos con relación a sobredosis (superior a 240 mg) son transitorios. Algunos de los síntomas más frecuentes son náuseas, cefalea, vómito, debilidad, confusión.
El esomeprazol es un compuesto que se une completamente a proteínas plasmáticas, no es un compuesto dializable.

### Presentaciones
| Denominación Genérica | Forma Farmacéutica               | Presentaciones y Características         | Laboratorio |
| --------------------- | -------------------------------- | ---------------------------------------- | ----------- |
| Esomeprazol           | Cápsula                          | Caja con 14/16/30 cápsulas               | Varios      |
| Esomeprazol           | Tabletas (con cubierta entérica) | Caja con 10/30 tabletas de 20 o 40 mg    | Varios      |
| Esomeprazol           | Tabletas (Liberación retardada)  | Caja con 14/28 tabletas de 20 o 40 mg    | Varios      |
| Esomeprazol           | Solución Inyectable              | Ampolla con solución inyectable de 40 mg | Varios      |

## Precauciones
- La suspensión brusca de los IBPs, produce una hipersecreción ácida de rebote. Generalmente, esto sucede después de 8 semanas de tratamiento y se restablece 8 semanas después. La suspensión de los IBPs exacerba la sintomatología gástrica y puede condicionar al paciente a seguir tomando la medicación. Para prevenir este fenómeno se ha sugerido reducir la duración del tratamiento (2 semanas), evitar la suspensión brusca (reducción paulatina) o pasar a inhibidores de los receptores H2 (ranitidina) por 4 semanas.[16]

- Los pacientes tratados con esomeprazol durante periodos prolongados de tiempo, tienen el riesgo de generar niveles bajos de magnesio sérico (hipomagnesemia) la cual puede manifestarse con alteraciones de la frecuencia cardiaca u otros síntomas como espasmos musculares, temblores o convulsiones.[25]

- Evítese el consumo concomitante con medicamentos como furosemida, ácido etacrínico, clorotiazida, hidroclorotiazida, indapamida y metolazona, esto debido a que el esomeprazol puede reducir la actividad farmacológica del clopidogrel, debiéndose ajustar las dosis.[25]

- El esomeprazol debe administrarse durante el embarazo sólo si el beneficio potencial justifica el riesgo potencial para el feto. Se desconoce si el esomeprazol se excreta en la leche materna, también posee una categorizacion B1.[25]
- Los IBP se asocian a casos muy infrecuentes de una reacción conocida como lupus eritematoso cutáneo subagudo (LECS), esta reacción se caracteriza por lesiones eritematosas en zonas expuestas al sol acompañadas de artralgias. En caso de presentarse, se debe solicitar atención médica y considerar la interrupción del tratamiento. La aparición de LECS con el tratamiento de IBP previo, puede aumentar el riesgo de LECS con otros IBP.[25]

### Contraindicaciones
Las contraindicaciones resultan ser las mismas que el omeprazol u otro IBP:
- Evitar el uso pacientes con hipersensibilidad al esomeprazol
- Si se confirma o se sospecha de una úlcera gástrica, debe descartarse la presencia de una enfermedad maligna debido a que el tratamiento con esomeprazol puede aliviar los síntomas y retrasar el diagnóstico.[25]

## Uso Veterinario
Se ha utilizado en animales, como perros y gatos, para tratar condiciones como el reflujo ácido y las úlceras gastrointestinales. Se debe medicar bajo la supervisión y prescripción de un veterinario, quien determinará la dosis y duración adecuadas para el animal específico, teniendo en cuenta el peso del animal, el estado de salud y las necesidades individuales.

## Controversias
Existe controversia sobre la eficacia del esomeprazol sobre el omeprazol. Sin embargo, una comparación de los resultados clínicos de estos fármacos puede revelar la justificación para cambiar del omeprazol al esomeprazol. El omeprazol y el esomeprazol han sido objeto de muchos ensayos controlados aleatorios, estudios de cohortes y de casos y controles. Estos estudios y las revisiones sistemáticas posteriores, normalmente compararon dosis no comparables, es decir, 40 mg de esomeprazol frente a 20 mg de omeprazol.
Dado que los enantiómeros del omeprazol son equipotentes, se realizó un metaanálisis, publicado en el 2015, comparando los resultados de dosis iguales de cada medicamento para ver si ambos realmente difieren en su eficacia o si la superioridad informada del esomeprazol es solo un efecto de la dosis. Se analizaron 14 estudios donde se encontró que el esomeprazol pareció ser tan efectivo como el omeprazol cuando se usó en dosis equivalentes en tratamientos de úlceras como parte de la terapia triple y en el control del pH intragástrico de 24 h. La potencia y efectividad de una dosis de esomeprazol se compensa con más dosis de omeprazol.